# Club Deportivo Illescas
El Club Deportivo Illescas es un equipo de fútbol español del municipio de Illescas, Toledo. Fue fundado en 1946 y dado de alta en la Federación en 1962. A partir de la temporada 2025-26 jugarán en la Tercera Federación, disputando sus partidos como local en el Estadio Municipal de Illescas, con capacidad para 1000 espectadores y de césped artificial.

## Historia
En la década de los años veinte, ya se practicaba el fútbol por muchos aficionados en esta localidad toledana. No obstante, sería a través de un grupo de jóvenes trabajadores de la empresa Cerámica Frisa y, con el apoyo de ella, cuando se fundó un club al que en sus inicios les servía como campo de fútbol el sitio denominado “El Boquerón”. El tiempo y circunstancias hicieron que el club desapareciera. Sin embargo, la afición quedaba ahí, y pronto se formó otro equipo, quizá con mayores problemas, sobre todo económicos, pero también con el mismo o mayor entusiasmo. Se sabe que este equipo permaneció activo durante los años treinta y, parece ser que durante la guerra civil española se jugaron algunos partidos entre los jóvenes no incorporados a filas. Terminada esta, cuentan que había otro club en Illescas llamado “El Rastro”, aunque en él se encontraban jugadores de Seseña.
Ya en 1946, cuando los efectos de la guerra se iban suavizando y el tiempo para el deporte era más llevadero, dos personas que a la postre llegaron a ser presidente (Antonio Pastor) y entrenador (Rafael Martín) decidieron fundar un club con entidad. Así, con empeño y dedicación, y apoyándose en nuevos jugadores y otros de los anteriores equipos, nació el Club Deportivo Illescas que, en principio, sólo jugaba partidos amistosos con los equipos de las poblaciones limítrofes. Cuentan los niños de la posguerra que por aquel entonces era tan fuerte la afición al fútbol en Illescas, que el campo se llenaba de espectadores y que al término de los partidos se pasaba “la gorra” para recaudar dinero con el que se pudieran comprar balones y prendas deportivas para el equipo.
No sería hasta la temporada 1949/1950 cuando el C.D. Illescas participaría por primera vez en un campeonato oficial. Se trataba del V Campeonato Provincial de Educación y Descanso de Toledo, en el que 32 clubes repartidos en cinco grupos disputarían el torneo. El C.D. Illescas quedó encuadrado en el grupo IV junto a los equipos de Camarena, Fuensalida, Pantoja y Yuncler. Durante algunos años más, el C.D. Illescas continuó jugando este tipo de campeonatos; incluso alguna que otra temporada, debido a las dificultades económicas, el club se vio en trance de desaparecer.
En la década de los sesenta, el auge poblacional que empezó a experimentar Illescas propició que el club participara en las categorías regionales al aumentar el número de aficionados. Paralelamente a este incremento, el club fue escalando las diversas categorías hasta alcanzar la 1.ª Regional. En la temporada 1985/1986 ascendió a Primera Preferente, junto al Sporting Quintanar. En la temporada 1986/1987 y rondando los siete mil habitantes, el equipo illescano alcanzó el hito más importante en su historia deportiva: el ascenso a la Tercera División Española, junto con el C.D.E. Fuensalida, que quedó campeón. Una temporada le duró al Illescas el sueño de permanecer en 3.ª División, pasando a la Regional Autonómica, pero en la categoría nacional las huestes illescanas pudieron enfrentarse a la mayor parte de los grandes equipos de la Comunidad.
Durante la temporada 2005/2006 el club consiguió de nuevo el ascenso de categoría a 3.ª División y a partir de ese año se mantuvo y afianzó en la categoría hasta el descenso en la temporada 2013/2014. El club disputó una fase de ascenso a 2.ª B en la temporada 2009/2010, acabando como subcampeón del grupo XVIII. En la promoción se enfrentó y venció en primera ronda al C.D. Iruña de Pamplona. En semifinales cayó frente al Club Portugalete de Vizcaya acariciando la final de los play-off. Esta temporada fue la mejor en la historia en cuanto a resultados deportivos se refiere.
Pero hubo años no tan buenos y el equipo alterno varios ascensos y descensos entre la Regional Preferente y Tercera División. Finalmente, tras un gran año en la temporada 2018/2019, el club consiguió el deseado ascenso a Tercera División. En los años posteriores y tras la restructuración de las ligas nacionales, el equipo crearía un gran proyecto para intentar ascender a la nueva Segunda Federación. En la temporada 2021/2022 estuvieron muy cerca llegando hasta los play-offs regionales de ascenso y finalmente en la 2022/23 tras acabar como segundos de grupo lograrían ascender después de pasar en todas las rondas de la fase de ascenso.
El equipo debutaría en Segunda Federación el 3 de septiembre de 2023 ante la U. D. Montijo, encuentro que vencería el club castellanomanchego por 0-1.

## Uniforme
- Uniforme titular: Camiseta blanca, pantalón blanco y medias blancas.
- Uniforme visitante: Camiseta azul, pantalón azul y medias azules.

## Campo
Su terreno de juego es el Estadio Municipal de Illescas, un campo de césped artificial con tribuna y capacidad para unas 1000 personas aproximadamente.

## Datos del club
- Temporadas en Primera División: 0
- Temporadas en Segunda División: 0
- Temporadas en Primera Federación: 0
- Temporadas en Segunda Federación: 1
- Temporadas en Tercera Federación: 2
- Temporadas en Tercera División: 14
- Temporadas en Primera Preferente: 16
- Temporadas en Primera Regional: 3
- Temporadas en Segunda Regional: 6
- Temporadas en Tercera Regional: 16
- Mejor puesto en la liga (en Tercera División de España): 2.ª (temporada 2009-2010)

## Trayectoria
| Temporada | División       | Posición | Copa del Rey |
| --------- | -------------- | -------- | ------------ |
| 1962/87   | Regional       |          |              |
| 1987/88   | 3.ª Div        | 20.º     |              |
| 1988/05   | Regional       |          |              |
| 2005/06   | 3.ª Div        | 17.º     |              |
| 2006/07   | 3.ª Div        | 9.º      |              |
| 2007/08   | 3.ª Div        | 7.º      |              |
| 2008/09   | 3.ª Div        | 6.º      |              |
| 2009/10   | 3.ª Div        | 2.º      |              |
| 2010/11   | 3.ª Div        | 6.º      |              |
| 2011/12   | 3.ª Div        | 5.º      |              |
| 2012/13   | 3.ª Div        | 11.º     |              |
| 2013/14   | 3.ª Div        | 19.º     |              |
| 2014/15   | 1.ª Preferente | 2.º      |              |
| 2015/16   | 3.ª Div        | 7.º      |              |
| 2016/17   | 3.ª Div        | 18.º     |              |
| 2017/18   | 1.ª Preferente | 3.º      |              |
| 2018/19   | 1.ª Preferente | 1.º      |              |
| 2019/20   | 3.ª Div        | 17.º     |              |
| 2020/21   | 3.ª Div        | 14.º     |              |
| 2021/22   | 3.ª RFEF       | 3.º      |              |
| 2022/23   | 3.ª Fed        | 2.º      |              |
| 2023/24   | 2.ª Fed        |          |              |

- 14 temporadas en Tercera División.

## Palmarés

### Campeonatos nacionales
- Subcampeón de Tercera Federación (1): 2022-23 (Grupo XVIII).
- Subcampeón de Tercera División de España (1): 2009-10 (Grupo XVIII).[3]

### Campeonatos regionales
- Regional Preferente de Castilla-La Mancha (2): 2004-05 (Grupo 2)[4] y 2018-19 (Grupo 2).[5]
- Primera Regional de Castilla-La Mancha (1): 1992-93 (Grupo 1).[6]
- 2.ª Regional Ordinaria Castellana (1): 1983-84 (Grupo 6).[7]
- 3.ª Regional Ordinaria Castellana (1): 1965-66 (Grupo 2).[8]
- Subcampeón del Campeonato Absoluto de la Regional Preferente de Castilla-La Mancha (1): 2019-20.[9][10]
- Subcampeón de la Regional Preferente de Castilla-La Mancha (1): 2014-15 (Grupo 2).[11]
- Subcampeón de la 1.ª Regional Ordinaria Castellana (1): 1985-86 (Grupo 4).[12]
- Subcampeón de la 3.ª Regional Preferente Castellana (1): 1977-78 (Grupo 6).[13]
- Subcampeón de la 3.ª Regional Ordinaria Castellana (1): 1974-75 (Grupo 11).[14]

### Palmarés C. D. Illescas "B"
Campeonatos regionales
- Segunda Regional de Castilla-La Mancha (1): 2005-06 (Grupo 7/8-B).[15]
- Subcampeón de la Primera Regional de Castilla-La Mancha (1): 2008-09 (Grupo 4).[16]